# Valon Behrami
Valon Behrami (Mitrovicë, 19 april 1985) is een Zwitsers-Kosovaars voormalig voetballer die doorgaans als middenvelder speelt. Hij tekende in januari 2020 een contract tot medio 2020 bij Genoa CFC, dat hem transfervrij aantrok. Behrami was van 2005 tot en met 2018 international in het Zwitsers voetbalelftal, waarvoor hij 83 interlands speelde en twee keer scoorde.

## Jeugd
Behrami werd geboren in het huidige Kosovo als zoon van Albanese ouders. In zijn jeugd vertrok hij naar Stabio, een plaatsje in het Italiaanstalige deel van Zwitserland. Aangezien er oorlog was in zijn geboorteland, nam Behrami de Zwitserse nationaliteit aan.

## Clubcarrière
Behrami speelde in zijn jeugd voor FC Stabio, FC Chiasso en FC Lugano. Na een profstart bij Lugano verkaste hij naar Genoa CFC. Hiermee werd hij in het seizoen 2003/04 zestiende in de Serie B. De club verhuurde hem het jaar erop aan Hellas Verona, waarmee hij vervolgens zesde werd in diezelfde competitie. Voor aanvang van het seizoen 2005/06 haalde SS Lazio Behrami naar de Serie A. Hier speelde hij drie seizoenen, met als sportief hoogtepunt een derde plek in het eindklassement in het seizoen 2006/07.
In juli 2008 tekende Behrami een vijfjarig contract bij West Ham United, de nummer tien van de Premier League in het voorgaande seizoen. Het betaalde vijf miljoen pond voor hem. Na 58 competitiewedstrijden in 2,5 seizoen in het shirt van West Ham United verhuisde Behrami in januari 2011 naar ACF Fiorentina, waar hij een contract voor drie en een half jaar tekende. Hier keerde hij terug in de Serie A. In de zomer van 2012 verruilde hij Fiorentina voor SSC Napoli, waar hij een vijfjarig contract tekende. Hiermee won hij in 2014 de Coppa Italia.
Behrami tekende in juli 2014 een driejarig contract bij Hamburger SV. Hiermee behield hij zich dat jaar nipt in de Bundesliga. Na een zestiende plaats in de reguliere competitie, bood een ontmoeting om promotie/degradatie tegen Karlsruher SC verlossing.
Behrami tekende in juli 2015 een contract tot medio 2018 bij Watford, dat toen net naar de Premier League was gepromoveerd.
Behrami tekende in augustus 2017 een tweejarig contract bij Udinese.
Behrami tekende in juli 2019 een tweejarig contract bij het Zwitserse FC Sion, in oktober 2019 werd het contract met wederzijdse instemming voortijdig ontbonden.
In januari 2020 keerde Behrami terug bij Genoa CFC. Hij zou daar blijven spelen tot januari 2022.

## Clubstatistieken
| Seizoen | Club            | Competitie       | Competitie | Competitie | Beker | Beker | Supercup | Supercup | Europees | Europees | Totaal | Totaal |
| Seizoen | Club            | Competitie       | Wed.       | Dlp.       | Wed.  | Dlp.  | Wed.     | Dlp.     | Wed.     | Dlp.     | Wed.   | Dlp.   |
| ------- | --------------- | ---------------- | ---------- | ---------- | ----- | ----- | -------- | -------- | -------- | -------- | ------ | ------ |
| 2002/03 | FC Lugano       | Challenge League | 2          | 0          | -     | -     | -        | -        | -        | -        | 2      | 0      |
| 2003/04 | Genoa CFC       | Serie B          | 24         | 0          | -     | -     | -        | -        | -        | -        | 24     | 0      |
| 2004/05 | → Hellas Verona | Serie B          | 33         | 3          | -     | -     | -        | -        | -        | -        | 33     | 3      |
| 2005/06 | SS Lazio        | Serie A          | 26         | 2          | 2     | 0     | -        | -        | -        | -        | 28     | 2      |
| 2006/07 | SS Lazio        | Serie A          | 17         | 1          | -     | -     | -        | -        | -        | -        | 17     | 1      |
| 2007/08 | SS Lazio        | Serie A          | 22         | 1          | 5     | 1     | -        | -        | 5        | 0        | 32     | 2      |
| 2008/09 | West Ham United | Premier League   | 24         | 1          | 3     | 1     | -        | -        | -        | -        | 27     | 2      |
| 2009/10 | West Ham United | Premier League   | 26         | 1          | 1     | 0     | -        | -        | -        | -        | 27     | 1      |
| 2010/11 | West Ham United | Premier League   | 7          | 2          | 1     | 0     | -        | -        | -        | -        | 8      | 2      |
| 2010/11 | ACF Fiorentina  | Serie A          | 17         | 0          | -     | -     | -        | -        | -        | -        | 17     | 0      |
| 2011/12 | ACF Fiorentina  | Serie A          | 31         | 0          | 2     | 0     | -        | -        | -        | -        | 33     | 0      |
| 2012/13 | SSC Napoli      | Serie A          | 33         | 0          | -     | -     | 1        | 0        | 3        | 0        | 37     | 0      |
| 2013/14 | SSC Napoli      | Serie A          | 21         | 0          | 3     | 0     | -        | -        | 9        | 0        | 33     | 0      |
| 2014/15 | Hamburger SV    | Bundesliga       | 22         | 0          | 1     | 0     | -        | -        | -        | -        | 23     | 0      |
| 2015/16 | Watford         | Premier League   | 21         | 0          | 1     | 0     | -        | -        | -        | -        | 22     | 0      |
| 2016/17 | Watford         | Premier League   | 27         | 0          | 0     | 0     | -        | -        | -        | -        | 27     | 0      |
| 2017/18 | Udinese Calcio  | Serie A          | 20         | 1          | 0     | 0     | -        | -        | -        | -        | 20     | 1      |
| 2018/19 | Udinese Calcio  | Serie A          | 19         | 1          | 0     | 0     | -        | -        | -        | -        | 19     | 1      |
| 2019/20 | FC Sion         | Super League     | 4          | 0          | 0     | 0     | -        | -        | -        | -        | 4      | 0      |
| 2019/20 | Genoa CFC       | Serie A          | 1          | 0          | 1     | 0     | -        | -        | -        | -        | 2      | 0      |
| Totaal  | Totaal          | Totaal           | 397        | 13         | 20    | 2     | 1        | 0        | 17       | 0        | 435    | 15     |

## Interlandcarrière
Behrami speelde voor het Zwitsers voetbalelftal onder de 18 jaar en onder de 19 jaar. Desondanks gaf hij destijds aan te willen spelen voor Kosovo, als het een onafhankelijke staat zou gaan worden. Behrami had echter al gespeeld voor het Zwitsers voetbalelftal en zou daarom nooit meer in aanmerking kunnen komen voor het Kosovaars voetbalelftal, aangezien een voetballer in z'n carrière slechts voor één nationaal elftal mag uitkomen.
Voor het Zwitsers voetbalelftal scoorde Behrami een doelpunt tijdens de play-off voor het wereldkampioenschap 2006 in het Stade de Suisse tegen Turkije.
Op het WK 2006 liep Behrami een blessure op waardoor hij de eerste twee wedstrijden moest missen. Tijdens de derde wedstrijd mocht Behrami in de 88ste minuut invallen. Tijdens de verloren wedstrijd wedstrijd in de achtste finales deed Behrami niet mee.
Op het Europees kampioenschap 2008 stond hij drie keer aan de aftrap. Tijdens het WK 2010 kwam Behrami enkel in het verloren groepsduel met Chili in actie. In deze wedstrijd tegen Chili werd hij in de 31ste minuut met een rode kaart van het veld gestuurd. In mei 2014 werd Behrami door bondscoach Ottmar Hitzfeld opgenomen in de selectie voor het wereldkampioenschap voetbal 2014 in Brazilië. Hij speelde in alle wedstrijden voor Zwitserland op dit wereldkampioenschap. Ook op het Europees kampioenschap in 2016 speelde Behrami alle groepswedstrijden en de verloren achtste finale tegen Polen (verlies na strafschoppen).
Behrami maakte eveneens deel uit van de Zwitserse ploeg, die deelnam aan de WK-eindronde 2018 in Rusland. Daar eindigde de selectie onder leiding van bondscoach Vladimir Petković als tweede in groep E, achter Brazilië (1–1) maar vóór Servië (2–1) en Costa Rica (2–2). In de achtste finales ging Zwitserland vervolgens op dinsdag 3 juli met 1–0 onderuit tegen Zweden door een treffer van Emil Forsberg, waarna de thuisreis geboekt kon worden. Behrami kwam in alle vier de WK-duels in actie voor de nationale ploeg.
| Interlands van Valon Behrami voor Zwitserland | Interlands van Valon Behrami voor Zwitserland | Interlands van Valon Behrami voor Zwitserland | Interlands van Valon Behrami voor Zwitserland | Interlands van Valon Behrami voor Zwitserland | Interlands van Valon Behrami voor Zwitserland | Interlands van Valon Behrami voor Zwitserland |
| №                                             | Datum                                         | Wedstrijd                                     | Uitslag                                       | Soort wedstrijd                               | Doelpunten                                    |                                               |
| Als speler bij SS Lazio                       | Als speler bij SS Lazio                       | Als speler bij SS Lazio                       | Als speler bij SS Lazio                       | Als speler bij SS Lazio                       | Als speler bij SS Lazio                       | Als speler bij SS Lazio                       |
| --------------------------------------------- | --------------------------------------------- | --------------------------------------------- | --------------------------------------------- | --------------------------------------------- | --------------------------------------------- | --------------------------------------------- |
| 1.                                            | 8 oktober 2005                                | Zwitserland – Frankrijk                       | 1 – 1                                         | Kwalificatie WK 2006                          | 0                                             |                                               |
| 2.                                            | 12 november 2005                              | Zwitserland – Turkije                         | 2 – 0                                         | Kwalificatie WK 2006                          | 1                                             |                                               |
| 3.                                            | 16 november 2005                              | Turkije – Zwitserland                         | 4 – 2                                         | Kwalificatie WK 2006                          | 0                                             |                                               |
| 4.                                            | 1 maart 2006                                  | Schotland – Zwitserland                       | 1 – 3                                         | Vriendschappelijk                             | 0                                             |                                               |
| 5.                                            | 27 mei 2006                                   | Zwitserland – Ivoorkust                       | 1 – 1                                         | Vriendschappelijk                             | 0                                             |                                               |
| 6.                                            | 3 juni 2006                                   | Zwitserland – China                           | 4 – 1                                         | Vriendschappelijk                             | 0                                             |                                               |
| 7.                                            | 23 juni 2006                                  | Zwitserland – Zuid-Korea                      | 2 – 0                                         | WK 2006                                       | 0                                             |                                               |
| 8.                                            | 7 februari 2007                               | Duitsland – Zwitserland                       | 3 – 1                                         | Vriendschappelijk                             | 0                                             |                                               |
| 9.                                            | 22 maart 2007                                 | Jamaica – Zwitserland                         | 0 – 2                                         | Vriendschappelijk                             | 0                                             |                                               |
| 10.                                           | 25 maart 2007                                 | Colombia – Zwitserland                        | 3 – 1                                         | Vriendschappelijk                             | 0                                             |                                               |
| 11.                                           | 7 september 2007                              | Zwitserland – Chili                           | 2 – 1                                         | Vriendschappelijk                             | 0                                             |                                               |
| 12.                                           | 11 september 2007                             | Zwitserland – Japan                           | 3 – 4                                         | Vriendschappelijk                             | 0                                             |                                               |
| 13.                                           | 6 februari 2008                               | Engeland – Zwitserland                        | 2 – 1                                         | Vriendschappelijk                             | 0                                             |                                               |
| 14.                                           | 26 maart 2008                                 | Zwitserland – Duitsland                       | 0 – 4                                         | Vriendschappelijk                             | 0                                             |                                               |
| 15.                                           | 24 mei 2008                                   | Zwitserland – Slowakije                       | 2 – 0                                         | Vriendschappelijk                             | 1                                             |                                               |
| 16.                                           | 30 mei 2008                                   | Zwitserland – Liechtenstein                   | 3 – 0                                         | Vriendschappelijk                             | 0                                             |                                               |
| 17.                                           | 7 juni 2008                                   | Zwitserland – Tsjechië                        | 0 – 1                                         | EK 2008                                       | 0                                             |                                               |
| 18.                                           | 11 juni 2008                                  | Zwitserland – Turkije                         | 1 – 2                                         | EK 2008                                       | 0                                             |                                               |
| 19.                                           | 15 juni 2008                                  | Zwitserland – Portugal                        | 2 – 0                                         | EK 2008                                       | 0                                             |                                               |
| Als speler bij West Ham United FC             |                                               |                                               |                                               |                                               |                                               |                                               |
| 20.                                           | 20 augustus 2008                              | Zwitserland – Cyprus                          | 4 – 1                                         | Vriendschappelijk                             | 0                                             |                                               |
| 21.                                           | 6 september 2008                              | Israël – Zwitserland                          | 2 – 2                                         | Kwalificatie WK 2010                          | 0                                             |                                               |
| 22.                                           | 11 oktober 2008                               | Zwitserland – Letland                         | 2 – 1                                         | Kwalificatie WK 2010                          | 0                                             |                                               |
| 23.                                           | 15 oktober 2008                               | Griekenland – Zwitserland                     | 1 – 2                                         | Kwalificatie WK 2010                          | 0                                             |                                               |
| 24.                                           | 19 november 2008                              | Zwitserland – Finland                         | 1 – 0                                         | Vriendschappelijk                             | 0                                             |                                               |
| 25.                                           | 14 november 2009                              | Zwitserland – Noorwegen                       | 0 – 1                                         | Vriendschappelijk                             | 0                                             |                                               |
| 26.                                           | 3 maart 2010                                  | Zwitserland – Uruguay                         | 1 – 3                                         | Vriendschappelijk                             | 0                                             |                                               |
| 27.                                           | 5 juni 2010                                   | Zwitserland – Italië                          | 1 – 1                                         | Vriendschappelijk                             | 0                                             |                                               |
| 28.                                           | 21 juni 2010                                  | Chili – Zwitserland                           | 1 – 0                                         | WK 2010                                       | 0                                             |                                               |
| Als speler bij ACF Fiorentina                 |                                               |                                               |                                               |                                               |                                               |                                               |
| 29.                                           | 26 maart 2011                                 | Bulgarije – Zwitserland                       | 0 – 0                                         | Kwalificatie EK 2012                          | 0                                             |                                               |
| 30.                                           | 4 juni 2011                                   | Engeland – Zwitserland                        | 2 – 2                                         | Kwalificatie EK 2012                          | 0                                             |                                               |
| 31.                                           | 7 oktober 2011                                | Wales – Zwitserland                           | 2 – 0                                         | Kwalificatie EK 2012                          | 0                                             |                                               |
| 32.                                           | 11 oktober 2011                               | Zwitserland – Montenegro                      | 2 – 0                                         | Kwalificatie EK 2012                          | 0                                             |                                               |
| Als speler bij SSC Napoli                     |                                               |                                               |                                               |                                               |                                               |                                               |
| 33.                                           | 15 augustus 2012                              | Kroatië – Zwitserland                         | 2 – 4                                         | Vriendschappelijk                             | 0                                             |                                               |
| 34.                                           | 7 september 2012                              | Slovenië – Zwitserland                        | 0 – 2                                         | Kwalificatie WK 2014                          | 0                                             |                                               |
| 35.                                           | 11 september 2012                             | Zwitserland – Albanië                         | 2 – 0                                         | Kwalificatie WK 2014                          | 0                                             |                                               |
| 36.                                           | 12 oktober 2012                               | Zwitserland – Noorwegen                       | 1 – 1                                         | Kwalificatie WK 2014                          | 0                                             |                                               |
| 37.                                           | 16 oktober 2012                               | IJsland – Zwitserland                         | 0 – 2                                         | Kwalificatie WK 2014                          | 0                                             |                                               |
| 38.                                           | 14 november 2012                              | Tunesië – Zwitserland                         | 1 – 2                                         | Vriendschappelijk                             | 0                                             |                                               |
| 39.                                           | 6 februari 2013                               | Griekenland – Zwitserland                     | 0 – 0                                         | Vriendschappelijk                             | 0                                             |                                               |
| 40.                                           | 23 maart 2013                                 | Cyprus – Zwitserland                          | 0 – 0                                         | Kwalificatie WK 2014                          | 0                                             |                                               |
| 41.                                           | 8 juni 2013                                   | Zwitserland – Cyprus                          | 1 – 0                                         | Kwalificatie WK 2014                          | 0                                             |                                               |
| 42.                                           | 14 augustus 2013                              | Zwitserland – Brazilië                        | 1 – 0                                         | Vriendschappelijk                             | 0                                             |                                               |
| 43.                                           | 6 september 2013                              | Zwitserland – IJsland                         | 4 – 4                                         | Kwalificatie WK 2014                          | 0                                             |                                               |
| 44.                                           | 10 september 2013                             | Noorwegen – IJsland                           | 0 – 2                                         | Kwalificatie WK 2014                          | 0                                             |                                               |
| 45.                                           | 11 oktober 2013                               | Albanië – Zwitserland                         | 1 – 2                                         | Kwalificatie WK 2014                          | 0                                             |                                               |
| 46.                                           | 5 maart 2014                                  | Zwitserland – Kroatië                         | 2 – 2                                         | Vriendschappelijk                             | 0                                             |                                               |
| 47.                                           | 30 mei 2014                                   | Zwitserland – Jamaica                         | 1 – 0                                         | Vriendschappelijk                             | 0                                             |                                               |
| 48.                                           | 3 juni 2014                                   | Zwitserland – Peru                            | 2 – 0                                         | Vriendschappelijk                             | 0                                             |                                               |
| 49.                                           | 15 juni 2014                                  | Zwitserland – Ecuador                         | 2 – 1                                         | WK 2014                                       | 0                                             |                                               |
| 50.                                           | 20 juni 2014                                  | Zwitserland – Frankrijk                       | 2 – 5                                         | WK 2014                                       | 0                                             |                                               |
| 51.                                           | 25 juni 2014                                  | Honduras – Zwitserland                        | 0 – 3                                         | WK 2014                                       | 0                                             |                                               |
| 52.                                           | 1 juli 2014                                   | Argentinië – Zwitserland                      | 1 – 0                                         | WK 2014                                       | 0                                             |                                               |
| Als speler bij Hamburger SV                   |                                               |                                               |                                               |                                               |                                               |                                               |
| 53.                                           | 8 september 2014                              | Zwitserland – Engeland                        | 0 – 2                                         | Kwalificatie EK 2016                          | 0                                             |                                               |
| 54.                                           | 9 oktober 2014                                | Slovenië – Zwitserland                        | 1 – 0                                         | Kwalificatie EK 2016                          | 0                                             |                                               |
| 55.                                           | 15 november 2014                              | Zwitserland – Litouwen                        | 4 – 0                                         | Kwalificatie EK 2016                          | 0                                             |                                               |
| 56.                                           | 18 november 2014                              | Polen – Zwitserland                           | 2 – 2                                         | Vriendschappelijk                             | 0                                             |                                               |
| 57.                                           | 27 maart 2015                                 | Zwitserland – Estland                         | 3 – 0                                         | Kwalificatie EK 2016                          | 0                                             |                                               |
| 58.                                           | 10 juni 2015                                  | Zwitserland – Liechtenstein                   | 3 – 0                                         | Vriendschappelijk                             | 0                                             |                                               |
| 59.                                           | 14 juni 2015                                  | Litouwen – Zwitserland                        | 1 – 2                                         | Kwalificatie EK 2016                          | 0                                             |                                               |
| Als speler bij Watford                        |                                               |                                               |                                               |                                               |                                               |                                               |
| 60.                                           | 5 september 2015                              | Zwitserland - Slovenië                        | 3 - 2                                         | Kwalificatie EK 2016                          | 0                                             |                                               |
| 61.                                           | 8 september 2015                              | Engeland - Zwitserland                        | 2 - 0                                         | Kwalificatie EK 2016                          | 0                                             |                                               |
| 62.                                           | 13 november 2015                              | Slowakije - Zwitserland                       | 3 - 2                                         | Vriendschappelijk                             | 0                                             |                                               |
| 63.                                           | 17 november 2015                              | Oostenrijk - Zwitserland                      | 1 - 2                                         | Vriendschappelijk                             | 0                                             |                                               |
| 64.                                           | 25 maart 2016                                 | Ierland - Zwitserland                         | 1 - 0                                         | Vriendschappelijk                             | 0                                             |                                               |
| 65.                                           | 28 mei 2016                                   | Zwitserland - België                          | 1 - 2                                         | Vriendschappelijk                             | 0                                             |                                               |
| 66.                                           | 3 juni 2016                                   | Zwitserland - Moldavië                        | 2 - 1                                         | Vriendschappelijk                             | 0                                             |                                               |
| 67.                                           | 11 juni 2016                                  | Albanië - Zwitserland                         | 0 - 1                                         | EK 2016                                       | 0                                             |                                               |
| 68.                                           | 15 juni 2016                                  | Roemenië - Zwitserland                        | 1 - 1                                         | EK 2016                                       | 0                                             |                                               |
| 69.                                           | 19 juni 2016                                  | Frankrijk - Zwitserland                       | 0 - 0                                         | EK 2016                                       | 0                                             |                                               |
| 70.                                           | 25 juni 2016                                  | Zwitserland - Polen                           | 1 - 1 (4 - 5 n.s.)                            | EK 2016                                       | 0                                             |                                               |
| 71.                                           | 6 september 2016                              | Zwitserland - Portugal                        | 2 - 0                                         | Kwalificatie WK 2018                          | 0                                             |                                               |
| 72.                                           | 7 oktober 2016                                | Hongarije - Zwitserland                       | 2 - 3                                         | Kwalificatie WK 2018                          | 0                                             |                                               |
| 73.                                           | 13 november 2016                              | Zwitserland - Faeröer                         | 2 - 0                                         | Kwalificatie WK 2018                          | 0                                             |                                               |

Bijgewerkt op 26 april 2017.

## Erelijst
| Coppa Italia | 1x | 2013/14 |